# ドント・ルック・バック (ボストンのアルバム)
『ドント・ルック・バック』 (Don't Look Back) は、1978年に発表されたボストンのアルバム。

## 解説
前作のデビュー・アルバム『幻想飛行』(1976年) から2年振りに発表された。路線は前作と同じで、ポップでハードという明快なサウンドである。
表題曲「Don't Look Back」を始め「Feelin' Satisfied」や「Party」などのロックンロール・ナンバーもあれば、「A Man I'll Never Be」といった珠玉のバラードも収録されている。
発表当時、『新惑星着陸』という邦題が付けられていた。
本作で初の全米1位を獲得したものの、売上は3位止まりだった前作を下回った。

## 収録曲
1. Don't Look Back
2. The Journey
3. It's Easy
4. A Man I'll Never Be
5. Feelin' Satisfied
6. Party
7. Used To Bad News
8. Don't Be Afraid